# Paolo Bossini
Paolo Bossini (Brescia, 29 giugno 1985) è un ex nuotatore italiano.

## Carriera
Ranista, ha i 200 metri come distanza preferita. Nel 2002 ha esordito agli europei giovanili e ai campionati italiani assoluti: a Linz si è messo in luce vincendo l'argento nei 100 m, piazzamento che ha ripetuto l'anno dopo a Glasgow unito ad un bronzo nella staffetta 4 × 200 m stile libero. L'anno 2004 è stato quello in cui ha avuto maggior successo: a maggio ha partecipato ai campionati europei di Madrid dove nei 200 m ha vinto la medaglia d'oro e nei 100 m è entrato in finale; ai successivi Giochi olimpici di Atene sempre nei 200 m è giunto buon quarto in finale e a fine anno agli europei in vasca corta di Vienna ha vinto un alto oro nei 200 m.
Nel 2005 ha nuotato ai Giochi del Mediterraneo di Almería vincendo l'argento nei 200 m; la sua attività è stata interrotta nel mese di luglio a causa di un'appendicite che gli ha impedito di partecipare ai campionati mondiali di Montréal. A dicembre è tornato agli europei in vasca corta arrivando terzo nella finale dei 200 m. L'anno dopo è stato convocato per i mondiali in vasca da 25 metri di Shanghai di aprile in cui però non ha superato le batterie in nessuna gara. A luglio torna sul podio agli europei di Budapest in cui vince l'argento nei 200 m battuto da Slawomir Kuczko, che lo ha battuto anche ai successivi europei in vasca corta di Helsinki nello sprint per il secondo posto dei 200 m.
A marzo del 2007 partecipa ai suoi primi campionati del mondo, a Melbourne, e nei 200 m va in finale dove arriva quarto superato dal compagno di squadra Loris Facci. A fine anno ha vinto ancora un argento agli europei in vasca corta di Debrecen, battuto questa volta da Dániel Gyurta. Nel 2008 ha partecipato senza successo agli europei di Eindhoven a marzo, quindi è stato convocato per i Giochi olimpici di Pechino in cui è riuscito ad entrare in finale nei 200 m. Ha fatto parte ancora due volte della nazionale nel 2009 nuotando alle universiadi di Belgrado e agli europei in corta di Istanbul a fine anno. Nel 2010 la sua attività è stata nuovamente interrotta, questa volta da un tumore linfatico per cui è stato operato.
Ha intrapreso la carriera di allenatore e dirigente a Pesaro, poi proseguita alla Sport Village Roma; successivamente è stato nominato allenatore della nazionale della Repubblica Ceca e della Svizzera.

### Primati italiani detenuti (in passato)
Vasca 50 metri
- 200 metri rana - 2'08"98 (Pechino 2008)

Vasca 25 metri
- 200 metri rana

2'07"51 Camogli 13 dicembre 2003
2'07"29 Vienna 12 dicembre 2004
2'07"13 Helsinki 10 dicembre 2006
2'05"82 Debrecen 2007

## Palmarès
| Giochi olimpici            | 100 m rana              | 200 m rana              | 4 × 100 m mista                   |
| 2004 Atene Grecia          | ---                     | 4º 2'11"20              | squalificato in batteria          |
| 2008 Pechino Cina          | ---                     | 8º 2'11"48              | ---                               |
| Campionati del mondo       | 100 m rana              | 200 m rana              | ---                               |
| 2007 Melbourne Australia   | ---                     | 4º 2'11"38              | ---                               |
| Mondiali in vasca corta    | 100 m rana              | 200 m rana              | ---                               |
| 2006 Shanghai Cina         | 27º in batteria 1'00"91 | 10º in batteria 2'09"67 | ---                               |
| Campionati europei         | 100 m rana              | 200 m rana              | ---                               |
| 2004 Madrid Spagna         | 7º 1'02"16              | Oro 2'11"73             | ---                               |
| 2006 Budapest Ungheria     | ---                     | Argento 2'12"35         | ---                               |
| 2008 Eindhoven Paesi Bassi | ---                     | 22º in batteria 2'16"11 | ---                               |
| Europei in vasca corta     | 100 m rana              | 200 m rana              | ---                               |
| 2004 Vienna Austria        | 29º in batteria 1'01"94 | Oro 2'07"29             | ---                               |
| 2005 Trieste Italia        | 24º in batteria 1'00"54 | Bronzo 2'07"70          | ---                               |
| 2006 Helsinki Finlandia    | ---                     | Bronzo 2'07"13          | ---                               |
| 2007 Debrecen Ungheria     | ---                     | Argento 2'05"82         | ---                               |
| 2008 Rijeka Croazia        | ---                     | squal. in batteria      | ---                               |
| 2009 Istanbul Turchia      | 49º in batteria 1'00"35 | 24º in batteria 2'08"97 | ---                               |
| Giochi del Mediterraneo    | 100 m rana              | 200 m rana              | 4 × 100 m mista                   |
| 2005 Almeria Spagna        | ---                     | Argento 2'15"15         | ---                               |
| Universiadi                | ---                     | 200 m rana              | 4 × 200 m st. libero              |
| 2009 Belgrado Serbia       | ---                     | 6º 2'12"31              | 5º nuota in batteria              |
| Europei giovanili          | 50 m rana               | 100 m rana              | 4 × 200 m st. libero              |
| 2002 Linz Austria          | ---                     | Argento 2'17"82         | ---                               |
| Glasgow 2003 Scozia        | 9º 1'04"61              | Argento 2'14"61         | Bronzo: 7'27"75 frazione: 1'51"75 |

### Campionati italiani
6 titoli individuali e 5 in staffette, così ripartiti:
- 6 nei 200 m rana
- 4 nella staffetta 4 × 200 m stile libero
- 1 nella staffetta 4 × 100 m mista

nd = non disputata
| Anno | Edizione    | st.libero 4×100 m | st.libero 4×200 m | rana 100 m | rana 200 m | mista 4×100 m |
| ---- | ----------- | ----------------- | ----------------- | ---------- | ---------- | ------------- |
| 2002 | Invernali   | nd                | nd                | -          | 3          | nd            |
| 2003 | Invernali   | nd                | nd                | -          | 1          | nd            |
| 2004 | Primaverili | -                 | 3                 | 2          | 1          | 2             |
| 2004 | Estivi      | 2                 | 2                 | 3          | 1          | -             |
| 2004 | Invernali   | nd                | nd                | -          | 2          | nd            |
| 2005 | Primaverili | -                 | 1                 | -          | 1          | -             |
| 2005 | Invernali   | nd                | nd                | -          | 1          | nd            |
| 2006 | Primaverili | -                 | 1                 | -          | 2          | 2             |
| 2006 | Estivi      | -                 | 1                 | -          | -          | 2             |
| 2007 | Estivi      | -                 | 1                 | -          | 1          | -             |
| 2008 | Primaverili | -                 | -                 | -          | 3          | -             |
| 2009 | Primaverili | -                 | -                 | -          | -          | 1             |
| 2009 | Estivi      | -                 | -                 | -          | 3          | -             |
| 2009 | Invernali   | nd                | nd                | -          | 2          | nd            |
| 2010 | Primaverili | -                 | -                 | -          | 3          | -             |